# Frank C. Partridge
Frank Charles Partridge, född 7 maj 1861 i Addison County, Vermont, död 2 mars 1943 i Proctor, Vermont, var en amerikansk republikansk politiker och diplomat. Han representerade delstaten Vermont i USA:s senat 1930–1931.
Partridge utexaminerades 1882 från Amherst College. Han avlade sedan 1884 juristexamen vid Columbia Law School och inledde året därpå sin karriär som advokat i Vermont. Han flyttade 1886 till Proctor och var verksam inom marmorindustrin. Han var privatsekreterare åt krigsministern Redfield Proctor 1889–1890.
Partridge var chef för USA:s diplomatiska beskickning i Venezuela 1893–1894 och generalkonsul i Tanger 1897–1898. Han återvände sedan till Vermont och var ledamot av delstatens senat 1898–1900.
Senator Frank L. Greene avled 1930 i ämbetet och Partridge blev utnämnd till USA:s senat. Han efterträddes 1931 av Warren Austin.
Partridge avled 1943 och gravsattes i Proctor i Vermont.